# ولکوف (ناحیه ژدار ناد سازاوو)
ولکوف (به چکی: Vlkov) یک منطقهٔ مسکونی در جمهوری چک است که در ناحیه ژدار ناد سازاووو واقع شده‌است. ولکوف ۵٫۶۹ کیلومتر مربع مساحت و ۲۶۱ نفر جمعیت دارد و ۵۰۳ متر بالاتر از سطح دریا واقع شده‌است.